# Marysville, Ohio
Marysville là một thành phố thuộc quận Union, tiểu bang Ohio, Hoa Kỳ. Năm 2010, dân số của thành phố này là 22094 người.

## Dân số
- Dân số năm 2000: 15942 người.
- Dân số năm 2010: 22094 người.